# Gunung Paya Cangguk
Gunung Paya Cangguk är ett berg i Indonesien.   Det ligger i provinsen Aceh, i den västra delen av landet, 1 700 km nordväst om huvudstaden Jakarta. Toppen på Gunung Paya Cangguk är 975 meter över havet.
Terrängen runt Gunung Paya Cangguk är bergig söderut, men norrut är den kuperad. Runt Gunung Paya Cangguk är det ganska glesbefolkat, med 23 invånare per kvadratkilometer. Närmaste större samhälle är Reuleuet, 13,0 km norr om Gunung Paya Cangguk. I omgivningarna runt Gunung Paya Cangguk växer i huvudsak städsegrön lövskog.